# 赤い迷路 (漫画)
『赤い迷路』(あかいめいろ)は、高階良子による日本の漫画作品。
『なかよしデラックス』（講談社）にて1983年2月号から1983年5月号まで連載された

## ストーリー
成田空港に降り立つ一人の女性。3年ぶりの帰国を果たした彼女は、強い決意をもってある目的を果たそうとしていた。しかし、乗り込んだタクシーが事故に遭い、一切の記憶を失ってしまう。
幸いにも運び込まれた病院の看護士がかつての彼女の親友で、彼女の証言もあり、いとこだと名乗る男性が病院に現れ、彼女の身分を証明した。彼女の名前は竜崎亜里沙、3年前両親と共に車ごと海に転落し、これまで行方知れずだったという。
不安なまま退院し、いとこの家に引き取られる亜里沙。自分が何者かもわからず不安な毎日を送るある日の夜、目の前に黒づくめの男が現れる。どうやら知り合いらしいが亜里沙は思い出すことが出来ず、恐怖を感じながらもなぜか惹かれ、男の導きによって正体不明の恐ろしい組織の存在に気づく。やがて命を狙われ始める亜里沙だが、男の影からの支えを感じ、徐々に記憶を取り戻しながら、見えない敵に立ち向かう勇気を持つようになっていく。そして、すべてが暴かれる時が来た。

## 登場人物
竜崎亜里沙
3年ぶりに帰国後、事故により記憶を失う。
竜崎隆行
亜里沙のいとこ。亜里沙の身分を証明した。
竜崎直子
亜里沙のいとこであり、隆行の妹。
竜崎
亜里沙のいとこであり、隆行・直子の弟。
シャドウ
黒づくめのスーツを着た謎の男。亜里沙をバードと呼ぶ。

## 書誌情報
- 赤い迷路 初版発行 1983年10月6日 第1刷発行 ISBN 4-06-108449-6